# Agente policial

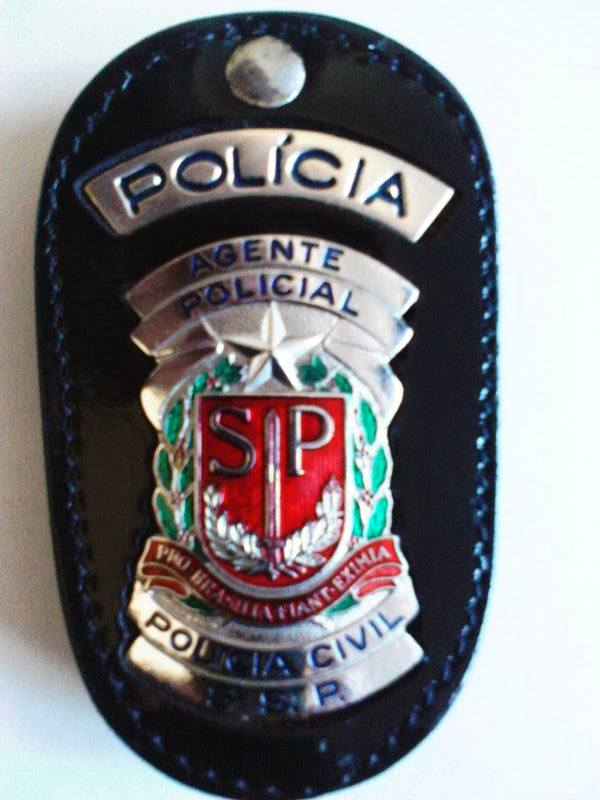
Distintivo do cargo de Agente Policial da Polícia Civil do Estado de São Paulo

O  Agente Policial Civil  é um dos agentes da autoridade policial que integra uma das carreiras da Polícia Civil do Estado de São Paulo, e tem sua formação na Academia de Polícia "Dr. Coriolano Nogueira Cobra", "Acadepol". Anteriormente a denominação seria de Motoristas Policiais, porém este cargo foi extinto. A carreira possui 2.938 integrantes 7,2% do total de policiais civis em todo o Estado. Os Agentes Policiais exercem atividades semelhantes aos dos Investigadores de Polícia.

## Denominação
O cargo de Agente Policial foi criado como uma nova carreira na Polícia Civil englobado dentro de sua estrutura a extinta carreira de Motorista Policial e Carcereiro Policial que de acordo com a legislação complementar nº 494, de 24 de dezembro de 1986, teve sua denominação alterada no seu artigo artigo 8º - Os cargos de Motorista Policial, pertencentes ao Quadro da Segurança Pública, ficam com sua denominação alterada para Agente Policial, devendo ser integrados no nível inicial da respectiva série de classes.

## Atribuições
Faz-se saber que nenhum dispositivo legal delimita, até o presente momento, as atribuições dos agentes policiais ou de outras carreiras policiais civis do Estado de São Paulo, razão pela qual segue descritas conforme constante em quadro no Museu da Polícia Civil, localizado nas dependências da Academia de Polícia (Acadepol) em São Paulo. 
São atribuições do cargo de agente policial, entre outras:

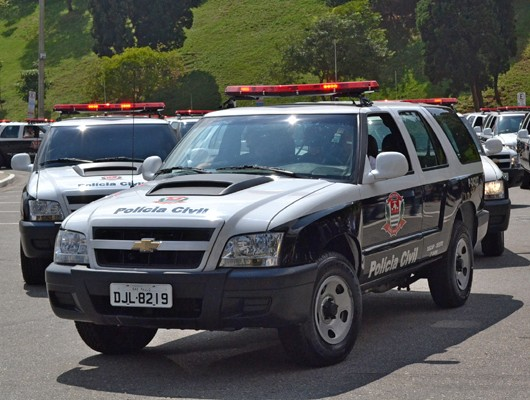
Viatura Policial da Polícia Civil do Estado de São Paulo

- Auxílio aos Investigadores de Polícia no trabalho investigativo;
- Dirigir viatura policial ou veículo afim, responsável pelos cuidados essenciais como higiene, manutenção, conservação e bom funcionamento dos mesmos, no período em que os estiver utilizando;
- Atender ocorrências policiais;
- Auxiliar e fazer ações e pesquisas investigativas, com a finalidade de estabelecer as causas, circunstâncias e autoria das infrações penais e administrativas (por exemplo: campanas, interceptações telefônicas etc);
- Efetuar diligências policiais, dar cumprimento a mandados de prisão e de busca e apreensão;
- Coletar dados objetivos e subjetivos pertinentes aos vestígios encontrados em bens, objetos e em locais de cometimento de infrações penais para os fins de apuração de infrações penais;
- Executar a busca pessoal, a identificação criminal e dactiloscópica de pessoas (na ausência do Auxiliar de Papiloscopista Policial) para captação dos elementos indicativos de autoria de infrações penais.

## Ingresso à carreira

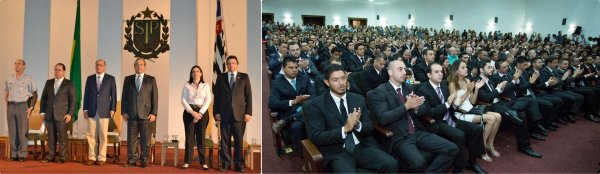
Cerimônia de posse de agentes policiais no Palácio dos Bandeirantes em 31 de janeiro de 2014.

Atualmente para ingressar na carreira de agente policial de acordo com a lei complementar Nº 26, DE 4 de julho de 2014 modificadora do artigo 5º da Lei Complementar nº 494, de 24 de dezembro de 1986 é exigido o certificado de conclusão de ensino médio ou equivalente, precisando possuir Carteira Nacional de Habilitação classe D ou superior.

## Isonomia salarial
Muitos integrantes da carreira de agente policial buscam equiparação salarial nos tribunais diante da diferença de cerca de 17% aquém dos vencimentos das carreiras de investigador e escrivão de polícia, já que exercem na prática serviços idênticos a dos investigadores de polícia, apesar de não terem sido treinados para tal função e por desvio de função, realizam diariamente atividades fins, da carreira de investigador de polícia, por este motivo iniciam a ação judicial.   

## Retrocesso da carreira
Desde sua criação até o ano de 1999 era exigido o certificado de conclusão de ensino fundamental para o ingresso na carreira, porém, após longa luta da categoria foi aprovada a Lei Complementar nº 929 de 24 de setembro de 2002, modificadora do artigo 5º da Lei Complementar nº 494 de 24 de dezembro de 1986, requisitando a exigência para o cargo de agente policial o certificado de conclusão de ensino médio para o ingresso na carreira, desde de então a categoria estava pleiteando o reconhecimento do certificado de conclusão de ensino superior para ingresso no cargo, contudo houve um retrocesso funesto do nível de escolaridade com a Lei Complementar nº 1.151, de 25 de outubro de 2011 restabelecendo a exigência do certificado de conclusão de ensino fundamental publicado no concurso Edital AP1/2012, fato que causou revolta e indignação, visto que isto afeta diretamente os salários dos servidores, já que recebem de acordo com o nível de escolaridade do cargo, mas em 4 de julho de 2014 foi a aprovado a  lei complementar Nº 26, modificadora do artigo 5º da Lei Complementar nº 494 de 24 de dezembro de 1986, corrigindo o erro legislativo, restabelecendo o ensino médio como escolaridade mínima para o ingresso no cargo. 